# 民主党 (韓国 2011-2014)
民主党（みんしゅとう、韓国語: 민주당）は、かつて存在した韓国の政党。

## 概要
2011年12月16日、当時の最大野党であった旧民主党と院外政党の市民統合党及び労働組合のナショナルセンターである韓国労働組合総連盟（以下、韓国労総）が合同して民主統合党（みんしゅとうごうとう、韓国語: 민주통합당）として結成され、2013年5月4日に行われた全党大会で党名を民主党へ変更した。
セヌリ党とともに韓国における二大政党の一角を占めていたが、2014年3月27日、新政治連合と民主党の一部議員が合同して結成された新政治民主連合に合流して消滅した。
広域自治団体（17箇所）では首都ソウル特別市を始め、8箇所（仁川広域市・江原道・忠清北道・忠清南道・光州広域市・全羅北道・全羅南道）で党公認の首長を有していた。

## 沿革

### 「民主統合党」結成

民主統合党時代のロゴ

2011年11月3日、民主党の孫鶴圭代表は2012年に予定されている総選挙と大統領選挙での勝利に向け、民主進歩勢力を統合した「民主進歩統合政党」の年内結成を表明した。当初、民主労働党や国民参与党も含めた広範な勢力結集を目指したが、両党は反対あるいは消極的な姿勢を採ったため、統合は民主党と「革新と統合」（以下、革統）及び韓国労総、親民主系市民団体によって推進されることになった。
11月13日に「民主進歩統合政党発足連席会議」（以下、連席会議）の準備会を開催。11月20日、民主党と革統、韓国労総、市民社会団体（進歩統合市民会議、福祉国家ソサエティー）が参加した連席会議の初会議が行われ、統合政党を12月17日までに発足させることで合意。12月7日、民主党と市民統合党（革統が統合政党に合流するために同日結成した政党）は、統合政党の指導部を代議員と党員・市民で構成される選挙人団（構成比は代議員30％＋党員・市民70％）によって選出することや、略称は「民主党」とするなどの統合ルールに最終合意した。
最終合意を受け、民主党は全党大会を開催、統合反対派代議員による乱闘などが発生したものの、市民統合党や韓国労総との統合政党議案を賛成多数で可決した。統合議案可決を受け、民主党は12日より市民統合党や韓国労総と統合会議を行い、党名や綱領、党規・党憲の制定、指導部選出方法など詰めの協議を進めた。党名については、民主党と市民統合党の両者が公募を行い「統合民主党」や「市民民主党」など3候補が出されたが、「民主統合党」で選挙管理委員会に登録されることになった。

### 党結成と指導部選挙
2011年12月16日、「民主統合党」が結成され、正式な指導部が発足するまでの党運営を担う臨時指導部の共同代表として元恵栄（民主党）と李庸瑄（市民統合党代表）が選任された。指導部選挙は代議員2万1千人と党員及び市民選挙人団76万5千名（うち党員は12万8千名） によって行われ、盧武鉉政権時代に国務総理を務めた韓明淑が新代表に選出された。またノサモ元代表である文盛瑾が韓明淑に次ぐ得票2位となって最高委員に選出されたことで、民主統合党における親盧派の台頭を指摘する声もある。なお選挙日程は以下の通りである。
- 2011年12月26日：予備選挙
- 2012年1月9日 - 14日：モバイル投票
- 2012年1月14日：投票所投票
- 2012年1月15日：全党大会での代議員投票

### 第19代総選挙
2012年末に予定されている大統領選挙の前哨戦となった第19代総選挙では地域区（246選挙区）で候補者210名を擁立。また進歩党と選挙協力することで合意 し、一部選挙区では進歩党候補を支援した。
当初、政党支持率で与党セヌリ党を上回り優位が伝えられていたが、総選挙候補予備選挙の選挙人団不正募集事件や公薦を巡る葛藤（後述）で支持率が低下、選挙前の80議席を大きく上回る127議席を獲得したものの、セヌリ党から第1党の座を奪取することができず事実上敗北した。選挙翌々日の13日、韓代表は選挙で敗北した責任を取るため党代表を辞任し、指導部選挙において韓代表に次ぐ2位となった文盛瑾最高委員が党憲規定に基づき代表代行となったが、指導部が総辞職し非常対策委員会体制への移行を主張する非主流派（旧民主系）と文代表代行体制を支持する親盧派との間で対立が生じた。そのため15日の最高委員会議で、当面は文代表代行体制で党運営を行うが、5月初めに行う院内代表選挙で院内代表を選出後、非常対策委員会体制に移行することを決定した。5月4日に当選者127名の投票で行われた院内代表選挙では旧・民主系の朴智元が親盧系の柳寅泰を抑えて当選を果たし第1期院内代表（6月に行われる全党大会までの党務を担う非常対策委員長も兼務）になった。

### 2012年大統領選挙
党内選挙の詳細は2012年大韓民国大統領選挙#主要政党における候補者予備選を参照。
6月9日に全党大会が開かれ、新代表に盧武鉉元大統領に近い李海瓚を選出した。地域別代議員投票（5月20日～31日）では非盧派の金ハンギルに後れを取り2位になっていたが、首都圏代議員投票と市民選挙人団モバイル投票で巻き返した結果、金ハンギルに0.5％の僅差をつけて当選を果たした。
大統領選挙における候補者を選ぶ党内選挙は、党員以外の一般有権者も参加できるオープンプライマリー方式 で実施、文在寅や孫鶴圭など候補者4名によって争われ、全国13地域で投票が行われた。そして9月16日にソウル市の投開票が行われ、全国合計で56.5％の得票を得た文在寅が大統領候補に選出された。大統領選勝利のため、同じ野党圏の有力候補である安哲秀との一本化を働きかけ、11月6日に行われた文在寅と安哲秀の両者会談で26日の立候補登録締切前までに候補者を一本化することで合意が成立した。しかし、一本化交渉過程で安哲秀に譲歩を求める動きがでたことをきっかけに、14日、安側が候補者一本化交渉の中断を宣言する事態となった。一本化交渉再開条件として安側から党指導部の退陣を含めた党刷新を求めたことを受け、18日に党指導部全員が辞任することを表明し、文在寅が代表代行に就任した。なお朴院内代表については国会が開会中であることを考慮し、年末まで続投することになった。安の立候補辞退で事実上の野党統一候補となった文候補は、進歩正義党など左派系政党からの支持も受けて選挙戦を戦ったが、セヌリ党候補の朴槿恵に僅差で敗北した。

### 「民主党」へ党名改称
大統領選後の12月28日、院内代表を辞任した朴智元の後任院内代表を決める選挙が行われ、国会議員による投票の結果、無派閥の朴起春（3選議員）が親盧系の申渓輪を抑えて新たな院内代表に選出した。当初、新院内代表が全党大会までの党務を担う非常対策委員長を兼務する事になっていたが、院内代表となった朴起春は院内代表と非常対策委員長の分離を表明したため、2013年1月9日に行われた議員総会・党務委員会において非常対策委員長に文喜相（元国会副議長）を選出した。次期党指導部を選出するための5月4日に行われた全党大会で非主流派の金ハンギルが汎主流派の李庸燮を破って当選、同時に中道主義指向の綱領・政策の採択と「民主党」への党名改称も決められた。9月には党のシンボルカラーを青色に変更すると共に党本部もウリ党時代から使用してきた永登浦洞党舎から汝矣島洞に移転した
2013年10月の国会議員再補選では、選挙が行われた二選挙区で候補者を擁立したが、いずれも敗北する結果となった。2014年2月に韓国社会世論研究所が行った世論調査結果では、「民主党が野党としての役割を果たせていない」と回答した人が83.7％に達した。また好感度についても回答者全体の71.7％が「嫌い」と回答。「以前は好きだったが今は嫌い」という回答も40.1％に達し、支持基盤である湖南・40代・男性・進歩層でこのような傾向が強いことも示された。

### 新政治連合との統合新党結成へ
2014年3月2日、民主党代表の金ハンギルと新政治連合中央運営委員長である安哲秀は6月4日に予定されている統一地方選挙に向けて新党を結成することで電撃合意した。また合意事項として基礎選挙では政党公認を行わないことも表明した。
統合新党結成宣言の翌3日、民主党と新政治連合の双方からの参加者で構成された新党推進団会議と政務企画団会議が開催、統合新党結成にむけた作業を開始した。5日には、民主党代表の金ハンギルと新政治連合中央運営委員長である安哲秀を統合新党の共同代表とすること、両党から同数の役員で指導部を構成することで新政治連合と合意した。
新党結成方法について当初、新政治連合が正式結党されていないこと、民主党への吸収合併とのイメージを避けたい安陣営に配慮し、民主党と新政治連合の関係者が共同で参加する結党準備団が結成した新党に、民主党と新政治連合が合流する方法を想定していた。しかし、民主党が解散して新党に個別入党することを求めた新政治連合に対し、民主党は比例議席の承継や国庫補助金および党財産の整理問題から難色を示し「党対党」の合同を主張、隔たりがあった。7日、新党の結成方法については、新政治連合と民主党一部議員が新党を結成した後で、残りの民主党議員が新党に合流することで双方が合意。新政治連合と民主党の一部が共同発起人として党を結成し、民主党が政党を維持したままで新党に参加する「吸収合党」の方式が採られることになった。
3月16日、統合新党の創党発起人大会が行われ、金ハンギルが安哲秀と共に創党準備委員会の共同委員長に選出。21日の中央委員会総会で統合新党との合党と受任機関の設置が議決された。

## 政治的立場と政策
金大中元大統領が結成した新政治国民会議を起源とする政治勢力の潮流を受け継ぎ、彼の出身地である南西部の全羅道地方（湖南）を強固な支持基盤としていた。
2011年12月16日に採択された民主統合党綱領は以前の民主党と比較して進歩色を鮮明にしていた。また韓国の主要政党では初めて「原発の全面再検討」を綱領で掲げていた。
- 労働の価値を尊重する経済民主化実現
- 財閥と大企業に対する根本的改革
- 福祉国家建設
  - 無償給食と無償福祉、無償医療
  - 半額授業料
  - 住居福祉
  - 働き口福祉
- 原子力発電所全面再検討
- 韓米FTAも含む全ての通商政策全面再検討
- 総合編成チャンネル原点再検討

また党綱領では継承すべき価値として
- 釜馬民主抗争
- 1987年労働者大闘争の労働尊重と連帯
- 2008年ろうそくのあかり民心の市民主権意識

が新たに追加されたほか、抗日運動と臨時政府の建国精神、4月革命と光州民主化抗争、6月民主抗争などの反独裁・民主化運動の精神も旧・民主党からそのまま継承された。南北関係については、金大中及び盧武鉉政権時代に北朝鮮と交わした6.15南北共同宣言と10・4共同宣言の尊重と継承、経済や社会及び文化面での交流強化を綱領で明記している。
2012年1月29日に発表された総選挙政策では、財閥が系列会社の株式を所有して受け取る配当金を課税対象とする「財閥税」の導入や大手財閥の系列会社への出資総額制限を盛り込むなど、財閥に対する規制を強化する方針を示している。また昨年11月に国会で批准された韓米FTAに関し、政府が修正のための再交渉に失敗した場合、政権交代で破棄する意向を2月8日に開かれた最高委員会議で韓明淑代表が示した。しかし、韓米FTAを推進した盧武鉉政権与党勢力を受け継ぐ民主統合党が反対することに対しては、与党セヌリ党の朴槿恵非常対策委員長が「選挙用に破棄を主張する人に国を任せられない」 と反発するなど批判も強く、政権時代との齟齬が総選挙における敗因の一因となったことを指摘する声があった。
大統領選挙後、2013年5月の全党大会で採択された改正綱領では「韓米FTA全面再検討」を削除した他、87年労働者大闘争やロウソク民心については包括的な表現に変更、経済民主化実現の条項に「企業の健全かつ創意的な経営活動を支援」が追加された他、これまで党内でタブー視されてきた北朝鮮の人権問題についても盛り込まれるなど中道色を強化した内容となっている。
民主党の政策における聖域となっていた太陽政策についても2014年1月、北朝鮮の核開発も踏まえた新太陽政策を模索する必要性を示し、事実上見直す姿勢を表明。また人権問題についても直視することを盛り込んだ北朝鮮人権民生法の制定も進める意向を明らかにした。2月5日に行われた国会の交渉団体代表演説にて金ハンギル代表は、「政権交代しても変わらない朝鮮半島平和統一政策をまとめるため」として与野党と市民社会が「統一時代準備委員会」の設置を提言。韓国による北朝鮮の吸収統一には、韓国社会が持ち堪えられない費用や社会的負担が発生するとして反対する姿勢を示した。その上で「堅固な安保を基盤とした対北朝鮮『包容政策』を通じた平和的且つ漸進的な統一を目指す」と表明した。

## 党役員
党務執行の最高責任機関である最高委員会（党憲第27条1項）は、党代表および選出職最高委員4名と指名職最高委員（代表が党務委員会の議決を経て指名する）3名、院内代表の計9名によって構成される（第27条第2項1号～4号）。なお指名職最高委員については老人や女性、青年及び労働組合の人物を優先して指名するよう規定されている（同第27条第4項）。なお最高議決機関は党務委員会（第21条1項）であり、党代表や最高委員、全国代議員大会議長、市道委員長、党所属の市道知事等からなる100名以下の委員によって構成される（同条2項）。
| 役職               | 氏名       | 氏名      | 前職など |
| 役職               | 漢字       | 韓国語    | 前職など |
| ------------------ | ---------- | --------- | --- |
| 代表               | 金ハンギル | 김한길    | - 建国大学校政治外交学科卒 - 15代・16代・17代・19代国会議員 - 元・大韓民国文化観光部長官 - 元・青瓦台政策企画主席秘書官 - 元・開かれたウリ党院内代表 - 元・民主統合党最高委員 |
| 院内代表           | 田炳憲     | ko:전병헌 | - 高麗大学政治外交学科卒業 - 第17代・18代・19代国会議員 - 国会独島領土守護対策特別委員会委員 - 国会気候変化対応・緑色成長特別委員会幹事 - 国会文化体育観光放送通信委員会委員  |
| 最高委員（選出職） | 辛京珉     | ko:신경민 | - ソウル大学社会学科卒 - MBC（文化放送）放送記者 - 前・MBC国際部長、ワシントン特派員 - 前・MBCアンカー、報道局長 - 民主統合党スポークスマン                                   |
| 最高委員（選出職） | 趙慶泰     | ko:조경태 | - 釜山大学校土木工学科卒 - 第17代・18代・19代国会議員 - 国会予算決算特別委員会委員 - 国会知識経済委員会幹事                                                                   |
| 最高委員（選出職） | 梁承晁     | ko:양승조 | - 成均館大学校法学科卒 - 第17代・18代・19代国会議員 - 国会保健福祉委員会委員 - 低出産高齢化対策特別委員会幹事 - 国会年金制度改善特別委員会委員                                |
| 最高委員（選出職） | 禹元植     | ko:우원식 | - 延世大学校卒業 - 第17代・19代国会議員 - 民主統合党院内スポークスマン |
| 最高委員（指名職） | 朴恵子     | 박혜자    | - 全羅南道女性福祉局長 - 湖南大学校人文社会学部長 - 民主統合党政策委員会副議長                                                                                                |
| 最高委員（指名職） | 李龍得     | 이용득    | - 労使政委員会常務委員 - 全国金融労働組合連盟委員長 - 労使発展財団共同理事長 - 前・韓国労総委員長                                                                             |

出典：민주당사람들 지도부 및 위원회 （民主党の人たち 指導部及び委員会）.民主統合党ホームページ。
注：選出職最高委員については指導部選挙における得票順で掲載した。
- 歴代代表
  - 文喜相（2013年1月9日～5月3日）非常対策委員長
  - 朴起春（2012年12月28日～2013年1月9日）院内代表（非常対策委員長を兼務）
  - 文在寅（2012年11月19日～12月28日）代表代行
  - 李海瓚（2012年6月9日～11月18日）
  - 朴智元（2012年5月4日～6月9日）院内代表（非常対策委員長を兼務）
  - 文盛瑾（2012年4月14日～5月4日）代表代行
  - 韓明淑（2012年1月16日～4月13日）
  - 元恵栄・李庸瑄（2011年12月16日～2012年1月15日）共同代表

党発足当初、選出職最高委員は党員と代議員及び市民による投票で選出される仕組みとなっていた。選挙人団は代議員30％、党員・市民70％で構成されており、党員・市民選挙人団の投票結果が指導部選挙の結果を大きく左右した。なお市民選挙人団はノサモ出身者が主導する盧武鉉財団や市民団体「国民の命令」会員などが大半を占め、指導部選挙で敗北した候補から「少数の動員された組織で党心と民心が無視された」との批判がなされるなど問題点が指摘されてきた。
そのため、2013年2月に行われた党中央委員会で次期執行部選挙は代議員と権利党員による投票結果に一般国民対象の世論調査を加えた方式に変更し、モバイル投票廃止を決めたが、主流派である親盧派からこれに反対する声が挙がるなど難航した。最終的に党代議員投票50％と権利党員投票30％および世論調査結果20％で合算して行われ、世論調査については国民対象世論調査と一般党員対象世論調査および予備選参加選挙人団世論調査を3対2対1の割合で反映する方法となった。

## 党内派閥
党内の有力大統領候補を中心として、以下のような派閥がある。
- 丁世均系
- 「革新と統合」系（文在寅・李海瓚を中心とする親盧グループ）
- 孫鶴圭系
- 鄭東泳系
- 民平連[59] 系（李仁栄最高委員を中心とした改革志向の政治家によるグループ）
- 湖南系（朴智元最高委員を中心とする旧・民主系グループ）

なお党内の二大勢力である親盧派と旧・民主系の間にはウリ党結成にまで遡る軋轢が指摘されており、親盧派と旧・民主系によって繰り返される内紛が　旧態依然とした体質から抜け出せない党のイメージを国民に与え、19代総選挙における事実上の敗北の一因となった。2012年11月1日、党内非主流派（非盧派）の代表格である金ハンギル最高委員が党指導部退陣を求めて最高委員職を辞退したが、党内派閥間の権力闘争に発展する可能性も指摘されている。大統領選挙後の党指導部を選出するため2013年5月に行われた全党大会では、代表に選出された金ハンギルなど首都圏選出の中道派が大挙して執行部入りした反面、親盧派や湖南系勢力が後退する結果となった。
2014年3月2日、民主党と新政治連合（安哲秀新党）による統合新党結成の表明は、党代表である金ハンギルを中心とした非盧系と安哲秀側が手を組んで主導権を握った形となった。親盧派のリーダー格である文在寅は統合新党結成について歓迎する意向を表明したが、6月に予定されている統一地方選挙における広域自治団体長の公認候補や新党の主導権を巡って、金ハンギル-安哲秀連合と親盧派との間で内部抗争の可能性を指摘する声もある。

## シンボルカラー
民主統合党時代のシンボルカラーはウリ党と同じ黄色 を使用していたが、（民主党に）党名改称後の2013年9月に青色へ変更した。韓国政界において青色は保守系政党が伝統的にシンボルカラーとして使用してきた経緯があり、黄色や緑色を交互に使用してきた民主党が青色を採用するのは今回が初めてである。なお青色をシンボルカラーとする背景として中道的立場の強化、セヌリ党の安定イメージの侵食、親盧イメージからの脱却を指摘する声がある。ちなみにアメリカ合衆国では、保守系とされる共和党のシンボルカラーが赤色、リベラル系と目される民主党のシンボルカラーが青色と、国際的なイメージ（共産主義・革新主義を連想する赤、キリスト教保守主義を想起させる青）とは逆になっている。

## 年表
- 2011年
  - 11月3日：民主党の孫代表、「民主進歩統合政党」年内結成を表明
  - 11月20日：連席会議の初会合。統合政党を12月17日までに結成することで合意
  - 12月7日：民主党と市民統合党、統合ルールで合意
  - 12月11日：民主党全党大会、市民統合党との統合議案可決
  - 12月16日：民主党と市民統合党及び韓国労総が統合を宣言、「民主統合党」が発足
  - 12月18日：「民主統合党」公式に発足
  - 12月23日：政党登録
  - 12月26日：新指導部選挙の予備選挙
- 2012年
  - 1月15日：全党大会。韓明淑党首をはじめとした新指導部を選出[67]
  - 2月16日：金斗官慶尚南道知事（盧武鉉政権で行政自治部長官を経験）が入党[68]
  - 2月20日：党のシンボルカラーを黄色に決定。従来のシンボルカラーである緑色は補助色として使用。
  - 2月23日：朴元淳ソウル特別市長が入党[69]。これにより全国16市道（当時）中9箇所の広域市・道で自治団体長を有することになった[70]。
  - 3月10日：統合進歩党との選挙協力（野圏連帯）に合意[19]。
  - 4月11日：第19代総選挙。選挙前の80議席を上回る127議席を得るも、与党セヌリ党から第1党奪取に失敗し事実上敗北。
  - 4月13日：4月11日に行われた総選挙の敗北の責任とって、韓明淑党首が辞任[71]。
  - 5月4日：院内代表選挙で朴智元最高委員が当選。6月に行われる全党大会までの党務を担う非常対策委員長も兼務。
  - 6月9日：全党大会で親盧派の李海瓚を新代表に選出、當時に2位となった金ハンギル以下5名の最高委員も選出。
  - 6月29日：統合進歩党李ソッキ・金ジェヨン両議員に対する議員資格審査案をセヌリ党と共同発議することで合意[72]。
  - 7月2日：第19代国会開会式、副議長に民主統合党の朴炳錫議員を選出[73]。
  - 7月18日：大統領候補を選ぶ党内選挙は党員以外の一般有権者も投票に参加できるオープンプライマリー方式で行うことを決定。
  - 9月16日：党主流派で盧武鉉元大統領側近の文在寅常任顧問を大統領候補に選出。
  - 10月9日：現職議員1名が離党し、野党圏の有力候補である安哲秀の陣営に合流[74]。
  - 11月1日：金ハンギル最高委員が党指導部退陣を求めて最高委員職を辞退[75]。
  - 11月6日：文在寅候補と安哲秀候補が大統領選挙候補者登録（11月25日～26日）前までの候補者一本化に合意[76]。
  - 11月19日：李代表以下、党指導部が総辞職。文大統領候補が代表代行を兼任。
  - 11月23日：安候補の立候補辞退。これにより文候補が事実上の野党統一候補になった[77]。
  - 12月19日：大統領選挙。文在寅候補、朴槿恵に僅差で敗北。
  - 12月21日：朴智元院内代表、大統領選敗北の責任を取って辞任[78]。
  - 12月28日：新任の院内代表（非常対策委員長兼務）に中道派の朴起春を選出[79]。
- 2013年
  - 1月9日：議員総会・党務委員会で非常対策委員長に文喜相議員を選出[80]。
  - 4月12日：文喜相非対委員長ら党指導部が朴槿恵大統領と政権発足以来初めて会談[81]。
  - 4月24日：3選挙区（ソウル・蘆原丙、釜山・影島、忠清南道・扶余青陽）で国会議員再補選。候補者を擁立した2選挙区（釜山・影島、忠清南道・扶余青陽）いずれも敗北[82]。
  - 4月29日：党務委員会。党名を「民主党」へ変更する他、党綱領・政策では中道主義路線を強化した党憲・党規改正案を議決[83]。
  - 5月4日：全党大会。新代表に非主流派の金ハンギルが当選。党名を「民主党」に改称[84]。
  - 5月9日：事務総長に朴起春院内代表を任命[85]。
  - 5月15日：院内代表に田炳憲を選出[86]。
  - 7月12日：洪翼杓院内報道官が朴槿恵大統領に対する不適切発言の責任を取るため辞任
  - 7月31日：国家情報院による大統領選挙介入疑惑に対する院外闘争を宣言[87]
  - 9月1日：党のシンボルカラーを黄色から青に変更。同時に党本部を永登浦から汝矣島に移転。
  - 9月23日：金ハンギル代表、議員総会で国会への復帰を表明[88]。
  - 10月30日：2選挙区（京畿道・華城、慶尚北道・浦項）で国会議員再補選。両選挙区とも与党セヌリ党候補に敗北[89]。
  - 11月11日：ソウル広場にて民主党主催の民主主義回復と国家情報院改革を求める集会を開催[90]。
- 2014年
  - 1月13日：金ハンギル代表、年頭記者会見にて党政策の要であった太陽政策の見直しと北朝鮮人権民生法の制定を進める意向を表明。
  - 3月2日：金ハンギル・安哲秀新政治連合運営委員長、6・4地方選挙前に統合新党を結成することで合意。
  - 3月7日：統合新党の結成方法について新政治連合と合意。
  - 3月16日：新政治民主連合の創党発起人大会、金ハンギルが創党準備委員会の共同委員長に選出。
  - 3月21日：党中央委員会、新党（新政治民主連合）との合党と受任機関設置を議決。
  - 3月26日：新政治民主連合結党大会[6]
  - 3月27日：新政治民主連合に吸収合党[7]

## 党勢推移
| 選挙         | 年月日        | 當選者数 | 當選者数 | 當選者数 | 得票率 |
| 選挙         | 年月日        | 合計     | 地域区   | 比例代表 | 得票率 |
| ------------ | ------------- | -------- | -------- | -------- | ------ |
| 第19代総選挙 | 2012年4月11日 | 127      | 106      | 21       | 36.45% |

| 選挙             | 年月日         | 候補者 | 得票数     | 得票率 | 当落        |
| ---------------- | -------------- | ------ | ---------- | ------ | ----------- |
| 第18代大統領選挙 | 2012年12月19日 | 文在寅 | 14,692,632 | 48.02% | 落選（2位） |

出典：선거통계시스템（選挙統計システム）。総選挙の得票率は政党得票（比例代表）。　

## 批判と議論

### モバイル投票選挙人団の組織的不正募集
2012年4月に予定されている第19代総選挙の公薦候補作業を改革するため、予備選を国民参加型のモバイル投票で行うことを決定した。しかし、モバイル投票に参加する国民参与選挙人団を募集（2月15日 - 29日）する過程で、登録者を不正募集するなどの問題が党の地盤である光州・全羅道で相次いで発生し、光州市では自殺者まで出す事態となった。また不正募集疑惑は全羅道以外の地域でも報告され、全国に拡大する様相を見せた。6月27日、光州地方裁判所は事件の発端となった光州市東区で区庁長と共謀して選挙人団を不法募集した容疑で起訴されていた朴柱宣議員（無所属）に対し、当選無効に相当する懲役2年の判決を言い渡した。

### 公薦葛藤
第19代総選挙における公薦で元ウリ党・親盧派の現職・元職が多く公薦された一方で、金大中政権時代に長官など要職を務めた旧民主系の議員が脱落する事例が相次いだ。そのため旧民主系からは「公薦虐殺」との声があがり、親盧系との間で葛藤が生じる結果となった。公薦から脱落した旧民主系候補の中には無所属出馬の他、新たに新党（正統民主党）を結成して選挙に臨む動きが出た。
政治資金規正法違反容疑で裁判中の任鍾晳事務総長を早々と公薦決定したことに対しても党の内外から批判が集中し、党の支持率を下落させる原因になった。結局、任事務総長は3月9日に事務総長の辞任と総選挙候補辞退を表明した。また朴映宣最高委員も「公薦過程で国民に失望を与えた」責任を取るとして、最高委員を含む党役職を辞任する意向を21日に明らかにした。

### 朴槿恵大統領に対する不適切発言
2013年7月11日、民主党の院内報道官である洪翼杓は会見で、朴槿恵大統領の父である朴正煕元大統領と安倍晋三首相の父である岸信介元首相について取り上げた書籍を引用し「満州国の鬼胎（生まれてくるべきではなかった人の意味）、朴正熙と岸信介の子孫が皮肉にも韓国と日本の首脳となっている」と述べ、「安倍首相は日本軍国主義の復活を唱え、朴大統領は維新共和国を夢見ている」と朴槿恵を批判した。これに対し、青瓦台（大統領府）は「国民が選んだ大統領の正当性を否定するもの」「韓国の自尊心を傷つけ国民を冒涜するもの」と国民と大統領に対する謝罪を強く求める事態となった。また大統領与党であるセヌリ党も12日の国会日程を中止して幹部会議を開くなど対応に乗り出した。洪は12日、「一部不適切な発言を謝罪する」と述べた上で政界の混乱を招いた責任をとって院内報道官を辞任する意思を表明した。